# گاوآهن تو
گونتو، روستایی از توابع بخش سارال شهرستان دیواندره در استان کردستان ایران است.
این روستا میان کوه های سرد سارال قرار دارد:از شمال:کوه شخص
از غرب:دره فیض الله(فیضه)،چشمه آسیاب(چم آسیاو)
از شرق:مله سورمایی
از جنوب:پل مامو شیخ

## جمعیت
این روستا در دهستان سارال قرار دارد و براساس سرشماری مرکز آمار ایران در سال ۱۳۸۵، جمعیت آن ۴۲۲ نفر (۸۶خانوار) بوده‌است.